# Drehspieß

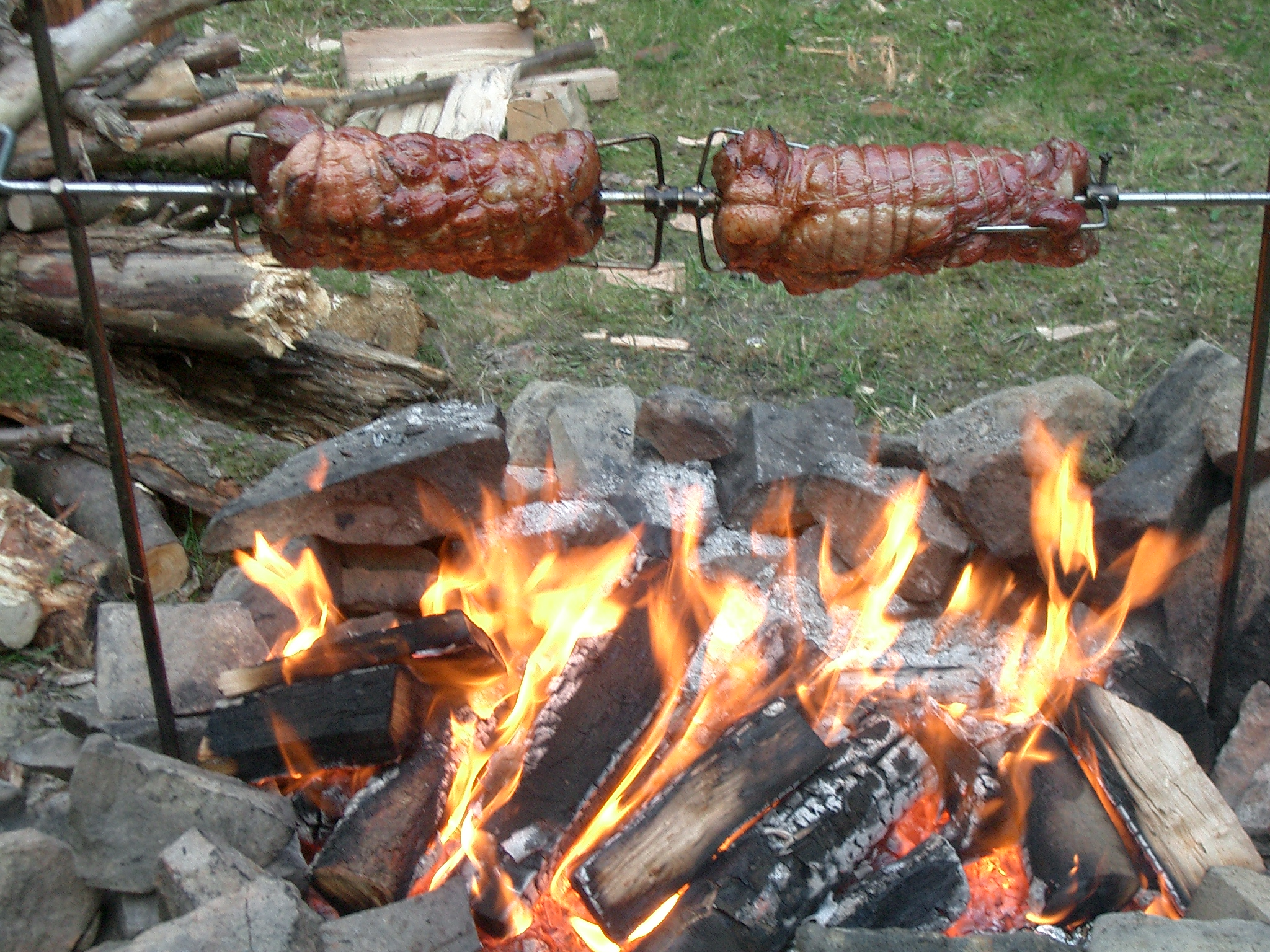
Waagerechter Grillspieß

Der Drehspieß ist ein Hilfsmittel zum Grillen oder Braten. Er wird heute entweder von Hand oder elektrisch betrieben  und kann waagerecht oder senkrecht stehen. Durch die ständige Drehung wird der Braten gleichmäßig erhitzt. Außerdem tropft weniger Fett ab, sondern läuft über das Fleisch und stellt eine gute Kruste sicher.

## Geschichte
Historische Vorläufer der elektrischen Drehspieße waren die so genannten Bratenwender, die den auf einen Spieß gesteckten Braten mit Hilfe einer Mechanik während des Bratvorgangs im offenen Feuer drehte, um das gleichmäßige Garwerden des Fleischs zu gewährleisten.
Zum ersten Mal schriftlich erwähnt wird ein Drehspieß Mitte des 14. Jahrhunderts in der Biografie eines französischen Kochs unter der Bezeichnung tournebroche. Um 1480 konstruiert Leonardo da Vinci ein solches Gerät. Auf dem Titelblatt des um 1487 erschienenen Kochbuchs Die Küchenmeisterey ist ein so genannter Rauchbrater zu sehen.
In den Küchen des einfachen Volkes mussten die Bratspieße lange Zeit von Hand gedreht werden. In gehobenen Haushalten war dafür ein Küchenjunge zuständig. Eine entsprechende Darstellung gibt es im Buch von guter Spis aus dem Jahr 1350. Es gab auch Versuche, den Bratspieß mit Hilfe von Tretmühlen anzutreiben, die von Hunden in Gang gehalten wurden, oder mit Einsatz von Wasserkraft.
Es gab drei verschiedene Formen mechanischer Drehspieße, die mit einem Räderwerk angetrieben wurden, ähnlich einem Uhrwerk. Beim so genannten Gewichtsbrater trieb ein an einem Seil befestigtes Gewicht das Räderwerk an, das über eine Trommel lief. Eine Verbesserung stellte im 15. Jahrhundert der Federbräter dar, bei dem das Gewicht durch eine Spiralfeder ersetzt wurde, die in die untere Trommel gespannt und mit einem über die obere Trommel gewickelten Strick aufgezogen wurde. Die dritte Variante waren Rauchbrater bzw. Windbrater, die ebenfalls zu dieser Zeit entwickelt wurden. Sie wurden durch den von der offenen Feuerstelle aufsteigenden Rauch durch ein Windrad angetrieben. 1803 erfand der Franzose Coteau einen Drehspieß mit Dampfantrieb.

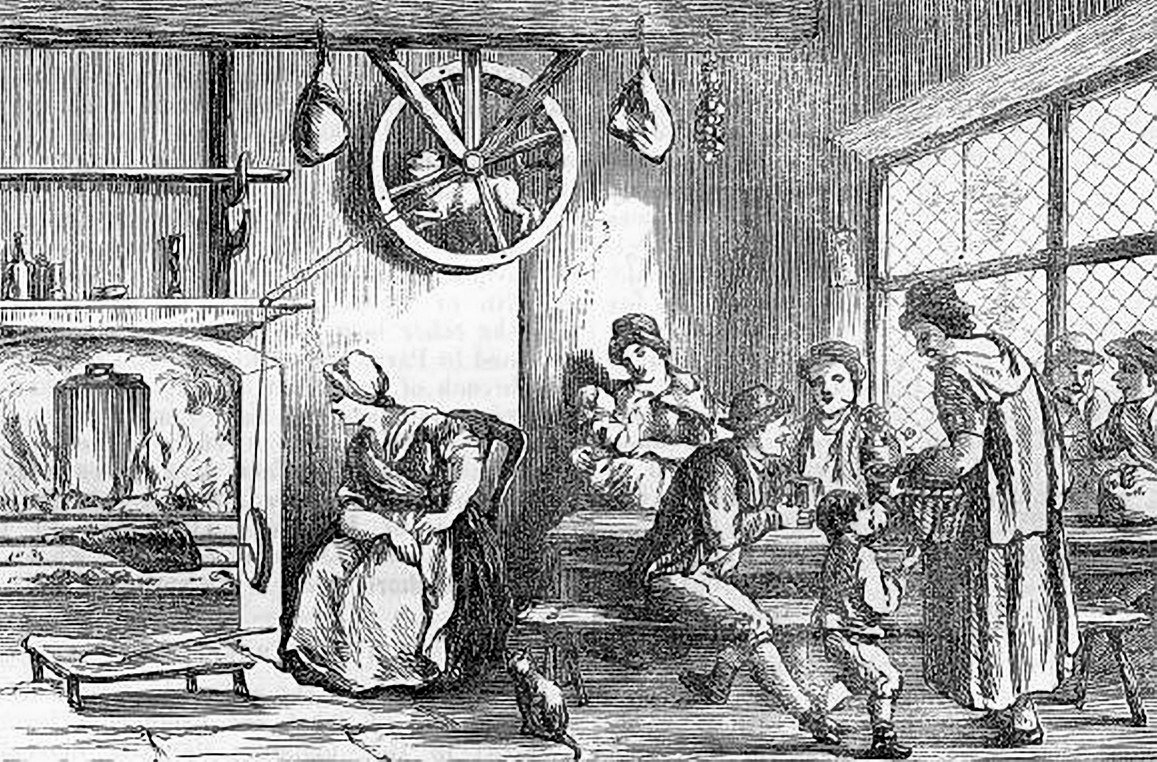
Ein Hund im Laufrad bewegt den Drehspieß. Kupferstich von Thomas Rowlandson, 1800

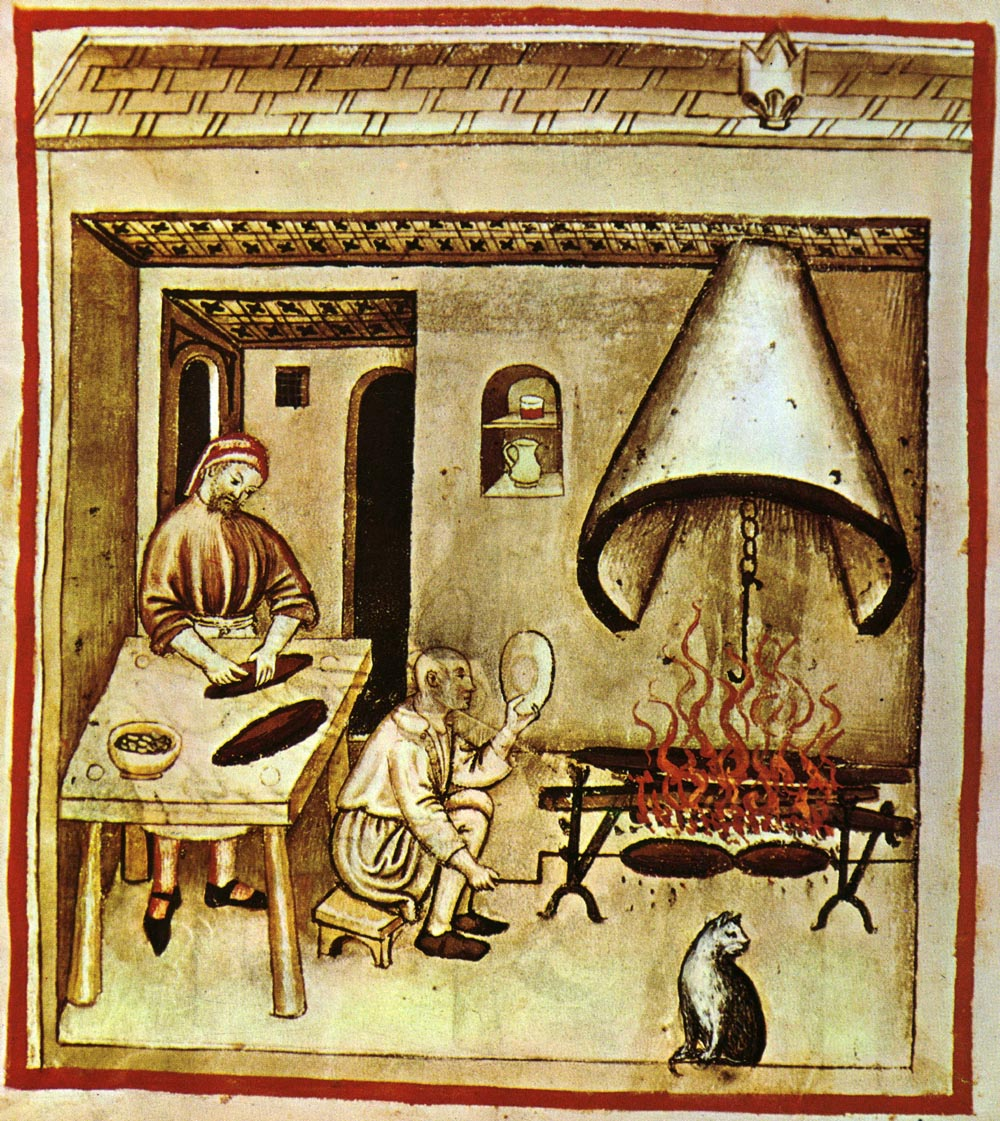
Tacuinum sanitatis: Handbetriebener Bratspieß, 14. Jh.
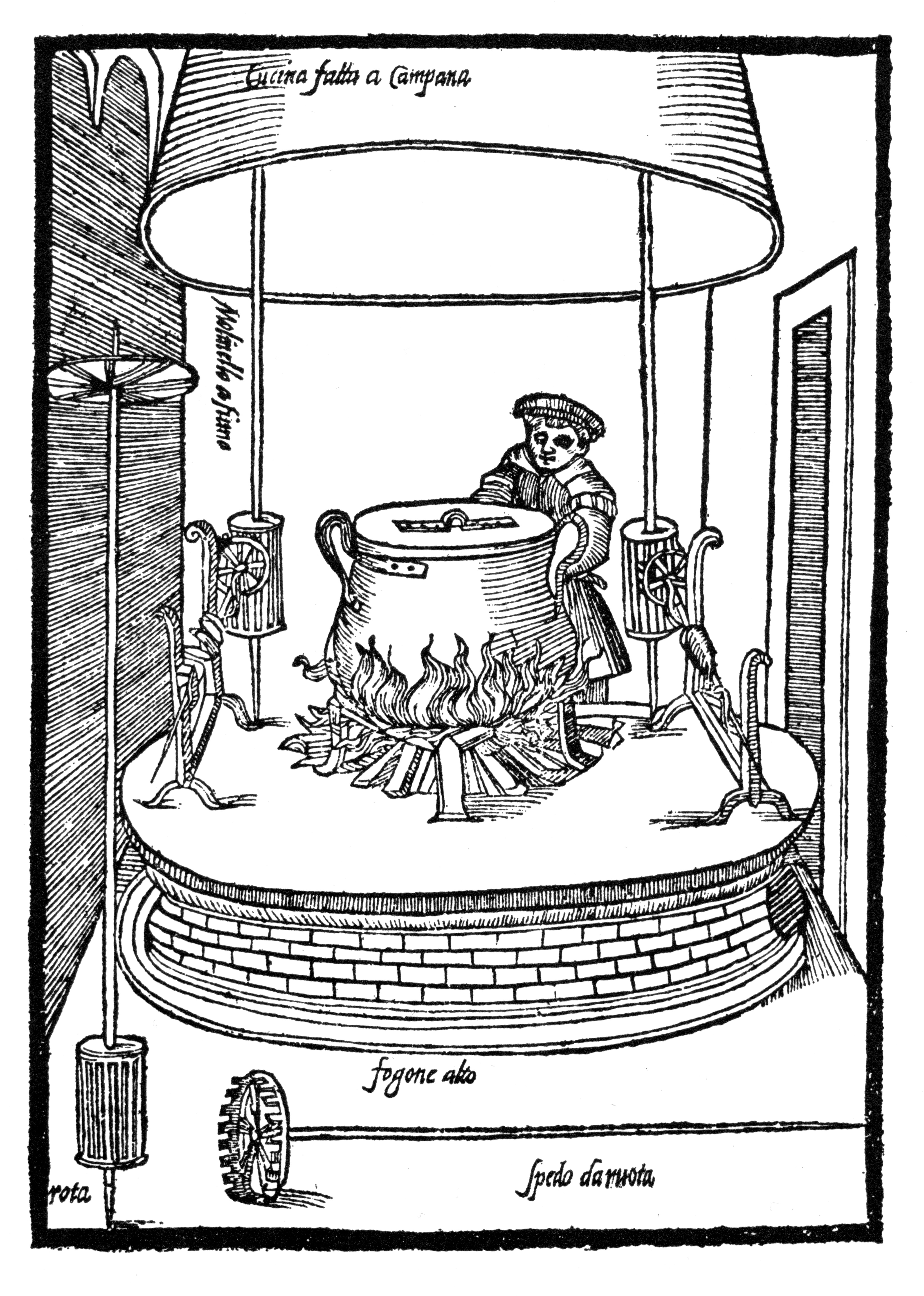
Küche im 16. Jh. Die Spieße werden durch vom heißen Rauch bewegte Windräder angetrieben.
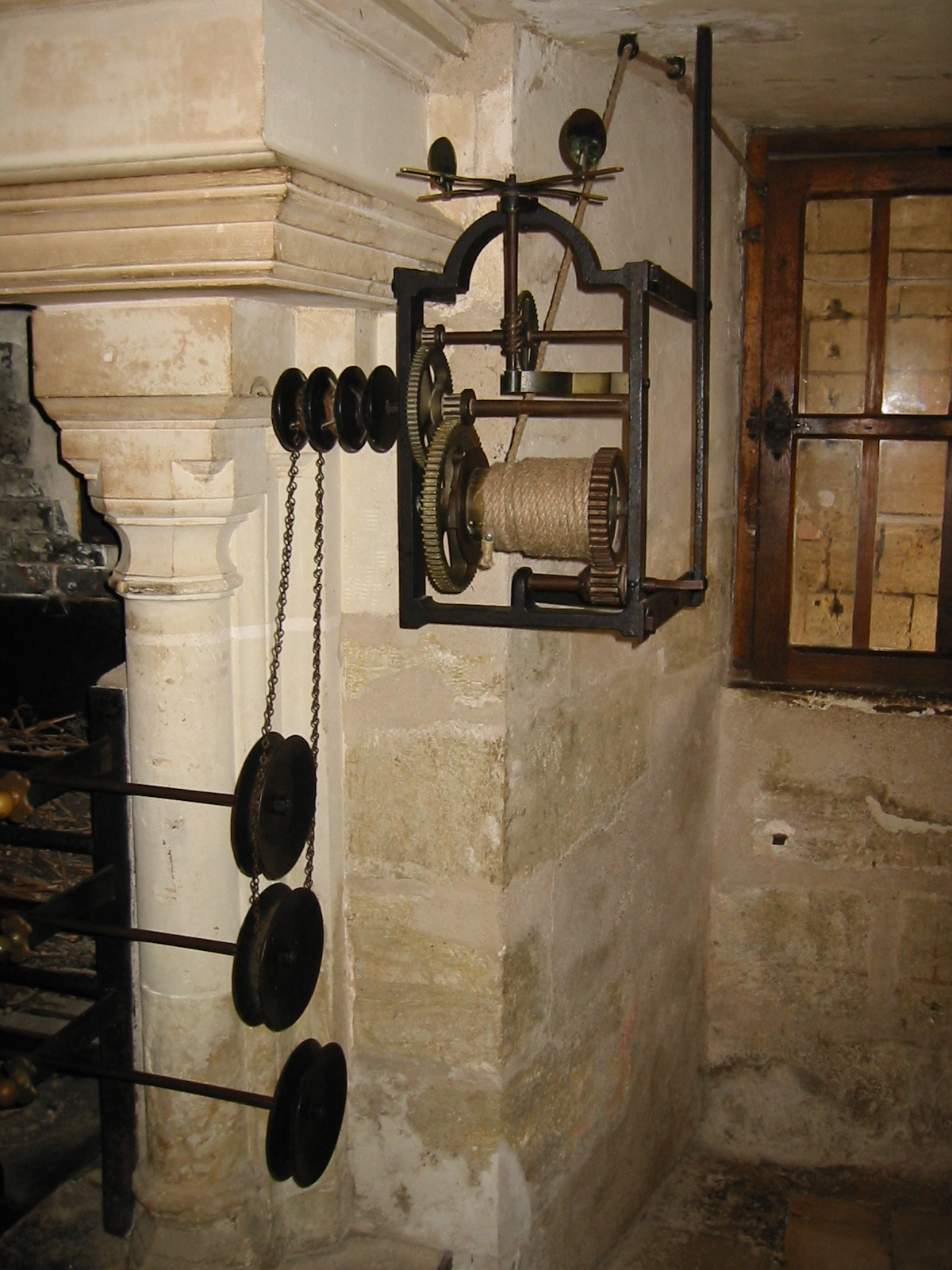
Gewichtsgetriebener Drehspieß auf Schloss Chenonceau

In England war der Einsatz von Hunden, die den Bratenwender mit Hilfe eines Laufrads in Gang hielten, bis ins 19. Jahrhundert hinein weit verbreitet. Das Laufrad hieß dog-wheel. Für diese Verwendung wurde eigens eine besonders geeignete Hunderasse mit kurzen Beinen gezüchtet, die den offiziellen Name Turnspit Dog („Drehspieß-Hund“) erhielt und Ähnlichkeit mit dem Corgi hatte. Größere Haushalte, in denen täglich Spießbraten zubereitet wurde, hatten mehrere dieser Hunde, die abwechselnd tageweise zum Einsatz kamen. Die Garzeit eines größeren Bratens konnte rund drei Stunden betragen. Heute ist diese Rasse ausgestorben, da sie nach dem Aufkommen moderner Drehspieße nicht mehr gebraucht und nicht mehr gezüchtet wurde.

## Gerichte
- Brathähnchen
- Döner, Schawarma
- Gyros, Kontosouvli
- Mechoui
- Spießbraten
- Spanferkel